# Altenmarkt bei Sankt Gallen
Altenmarkt bei Sankt Gallen är en ort och kommun i  distriktet Liezen i förbundslandet Steiermark i Österrike. 
Kommunen består av två orter (Ortschaften) (inom parentes invånarantal 1 januari 2024):
- Altenmarkt bei Sankt Gallen (753)
- Eßling (51)